# الدورة 33 للجنة التراث العالمي
الدورة الثالثة والثلاثين للجنة التراث العالمي انعقدت في الفترة ما بين 22 يونيو وحتى 30 يونيو من العام 2009، وذلك في مدينة إشبيلية بإسبانيا.

## الأعضاء
- أستراليا
- البحرين
- باربادوس
- البرازيل
- كندا
- الصين
- كوبا
- مصر
- إسرائيل
- الأردن
- كينيا
- مدغشقر
- موريشيوس
- المغرب
- نيجيريا
- بيرو
- كوريا الجنوبية

## إسبانيا
- برج هرقل
- السويد
- تونس
- الولايات المتحدة